# Bairdia milne-edwardsi
Bairdia milne-edwardsi är en kräftdjursart. Bairdia milne-edwardsi ingår i släktet Bairdia och familjen Bairdiidae. Inga underarter finns listade.